# Осмии
Осмии (лат. Osmia) — один из крупнейших родов пчёл из семейства Megachilidae. Более 350 видов, распространённых по всему миру, из них в Европе обитают около 130 видов.

## Биология
Одиночные пчёлы, большей частью весенние, важные опылители цветковых растений. Гнездятся в свободных полостях (в древесине, в почве, в полых стеблях растений, в пустых раковинах наземных моллюсков и др. укрытиях). Для строительства гнезда используют принесённые извне минеральные или растительного происхождения материалы. Архитектура и строительный материал гнездовых построек видоспецифичен. В умеренных широтах зимуют в стадии имаго в коконе в гнезде. Продолжительность жизни особи около месяца.

## Распространение
Палеарктика. Неарктика. Не заходит далеко на юг: не известны из Африки южнее Сахары, Юго-Восточной Азии и Австралии, один вид достигает Коста-Рики.

## Характеристика
Средней величины, покровы часто с металлическим блеском, обильно опушены; у самцов длинные усики; у самок собирательный аппарат на нижней поверхности брюшка. Гнездятся в трещинах стен и камней, в тростинках и других готовых полостях.
Обычный элемент весенней фауны опылителей садовых пород.
Виды Osmia uncinata Gerstedt (Осмия крючковатая), Osmia parietina Curtis (Осмия стенная) и Osmia nigriventris Zetterstedt (Осмия чернобрюхая) внесены в Перечень животных, нуждающихся в охране в Ямало-Ненецком автономном округе.

## Синонимы рода
Таксоны расположены по годам синонимизации.

- Osmia Panzer, 1806
- Amblys Klug, 1807
- Osmia (Ceratosmia) Thomson, 1872
- Osmia (Aceratosmia) Schmiedeknecht, 1885
- Osmia (Pachyosmia) Ducke, 1900
- Acanthosmiades Titus, 1904 (= Acanthosmioides)
- Osmia (Chalcosmia) Schmiedeknecht, 1885 (= Helicosmia)
- Gnathosmia Robertson, 1903 (= Helicosmia)
- Osmia (Cryptosmia) Yasumatsu & Hirashima, 1950 (= Helicosmia)
- Osmia (Exosmia) Tkalcu, 1979 (= Hemiosmia)
- Nothosmia Ashmead, 1899 (= Melanosmia)
- Centrosmia Robertson, 1903 (= Melanosmia)
- Leucosmia Robertson, 1903 (= Melanosmia)
- Monilosmia Robertson, 1903 (= Melanosmia)
- Xanthosmia Robertson, 1903 (= Melanosmia)
- Chenosmia Sinha, 1958 (= Melanosmia)
- Osmia (Heterosmia) Tkalcu, 1993 (= Ozbekosmia)
- Osmia (Viridosmia) Warncke, 1988 (= Pyrosmia)
- Osmia (Caerulosmia) Zanden, 1988 (= Pyrosmia)

## Классификация
Род включает более 350 видов пчёл и около 20 подродов.
| - Osmia - Acanthosmioides Ashmead 1899 - Allosmia Tkalcu 1974 - Cephalosmia Sladen 1916 - Diceratosmia Robertson 1904 - Erythrosmia Schmiedeknecht 1885 - Euthosmia Sinha 1958 - Helicosmia Thomson 1872 - Hemiosmia Tkalcu 1975 | - Melanosmia Schmiedeknecht 1885 - Metallinella Tkalcu 1966 - Monosmia Tkalcu 1974 - Mystacosmia Snelling 1967 - Neosmia Tkalcu 1974 - Orientosmia Peters 1978 - Ozbekosmia Zanden 1994 - Pyrosmia Tkalcu 1975 - Tergosmia Warncke 1988 - Trichinosmia Sinha 1958 |

### Некоторые виды
- Рыжая осмия
- Osmia alticola Benoist
- Osmia aquilonaria Rightmyer, Griswold, & Arduser, 2010[2]
- Osmia nearctica Rightmyer, Griswold, & Arduser, 2010
- Osmia disjuncta Tkalců
- Osmia ephippiata Smith
- Osmia inermis (Zetterstedt)
- Osmia ishikawai Hirashima
- Osmia laticeps Thomson
- Osmia maritima Friese
- Osmia nigriventris (Zetterstedt) (Осмия чернобрюхая)
- Osmia pamirensis Gussakovskij
- Osmia parietina Curtis (Осмия стенная)
- Osmia pilicornis Smith
- Osmia steinmanni Müller
- Osmia svenssoni Tkalců
- Osmia tersula Cockerell
- Osmia thoracica Radoszkowski
- Osmia uncinata Gerstäcker (Осмия крючковатая)
- Osmia xanthomelana (Kirby)